# Bruchomyia andina
Bruchomyia andina är en tvåvingeart som beskrevs av Quate, Perez och Ogusuku 2000. Bruchomyia andina ingår i släktet Bruchomyia och familjen fjärilsmyggor.
Artens utbredningsområde är Peru. Inga underarter finns listade i Catalogue of Life.